# Combat Boat 90
Combat Boat 90 (CB90; швед. Stridsbåt 90, укр. Бойовий катер 90) — це військовий швидкісний і маневрений броньований десантний катер, розроблений шведською компанією Dockstavarvet, що входить до складу Saab.
Крім численних варіантів, які перебувають на озброєнні Військово-морських сил Швеції під назвою «Stridsbåt 90H», CB 90 також був прийнятий на озброєння військово-морськими силами Норвегії (як S90N), Греції, Мексики (як CB 90 HMN), Сполучених Штатів (як Річковий командний катер), Малайзії та України.
Вартість одного катера 22,22 млн. шведських крон ($2,62 млн.), станом на 2017 рік. 

## Історія розробки та використання
У 1988 році компанія Dockstavarvet виграла конкурс на розробку та виробництво заміни для застарілого класу Tpbs 200. Лише через 10 місяців після підписання контракту розпочалися перші випробування прототипа під позначенням CB 801 у вересні 1989 року, які завершилися негайним успіхом: катер перевищив усі вимоги з великим запасом. Період системних випробувань було скорочено з дванадцяти до шести місяців, а серійне виробництво першої партії (дванадцять катерів) розпочалося у вересні 1990 року.
Для другої партії Dockstavarvet, як головна верф, об'єдналася з Swede Ship Marine для будівництва всіх катерів із парними номерами, і отримала замовлення на 63 + 30 + 40 одиниць, що довело загальну кількість у Королівських військово-морських силах Швеції до 147 одиниць, які експлуатуються під позначеннями Strb 801 – 947. Постачання було завершено у жовтні 2003 року. Катери розгорнуті у чотирьох Амфібійних батальйонах, що становлять основу нового Амфібійного корпусу Королівських військово-морських сил Швеції.
У 2002 році Військово-морські сили Швеції замовили додаткові 27 катерів трохи іншого типу, під позначенням Stridsbåt 90 HS – де S означає Skydd (захищений), оскільки Strb 90 HS є броньованим і має захист від ЗМУ (весь катер може бути створений з надлишковим тиском) – призначеного для використання у міжнародних миротворчих операціях. Окрім додавання броні, він оснащений кондиціонером для використання у тропічних умовах, системою охолодження палива, генератором на 230 В та потужнішими двигунами. Виробник іноді називає модель CB 90 HI, де ймовірно, I означає International (міжнародний).
Деякі завдання, які виконуються варіантами Strb 90 H, спочатку були призначені для Strb 90 E, який зараз майже повністю виведений з експлуатації.
Королівський флот Норвегії оцінював Strb 90 H на початку 1996 року, після чого закупив загалом 20 катерів під позначенням 90 N (Norsk utgave, буквально Норвезька версія).
Військово-морські сили Мексики придбали 40 одиниць (позначених як CB 90 HMN) між 1999 та 2001 роками, а у 2002 році отримали ліцензію на виробництво, що дозволило виготовляти додаткові одиниці в Мексиці. Відтоді було побудовано ще вісім одиниць.
Німецька водна поліція орендувала Stridsbåt 90H у виробника Dockstavarvet для 33-го саміту G8 у Хайлігендаммі, Німеччина. Цей катер брав участь у переслідуванні на високій швидкості трьох жорстко-надувних човнів Greenpeace, які намагалися проникнути в закриту зону біля готелю, де проводилась зустріч. Відеокліп з інцидентом пізніше широко поширився в інтернеті.
У липні 2007 року Командування експедиційних бойових операцій ВМС США (NECC; англ. Navy Expeditionary Combat Command) вибрало CB90 для тестування як річковий командний катер. SAFE Boats International з Бремертона, Вашингтон, отримала контракт на 2,8 мільйона доларів на виробництво одного прототипу. Пізніше CB90 було прийнято на озброєння, і два таких катери були залучені до інциденту з Іраном у 2016 році.
У червні 2009 року невідомий покупець з Абу-Дабі придбав дві цивільні «лакшері» версії.
У 2010 році верф Dockstavarvet модифікувала два CB90 для транспортування на десантних кораблях з доковим ангаром ВМС Нідерландів та Великобританії. Під час шестимісячних випробувань два катери та повний шведський підрозділ на борту десантного корабля ВМС Нідерландів успішно інтегрувалися як частина амфібійних сил та успішно виконували завдання.

## Огляд
CB90 призначений для швидкої доставки десантних груп, проведення ударних операцій, берегової охорони та патрулювання, підтримки спеціальних операцій. CB90 надзвичайно швидкий і маневрений катер, здатний виконувати дуже різкі повороти на високій швидкості, зупинятися з максимальної швидкості до повної зупинки на відстані 2,5 довжини катера, а також змінювати кут нахилу корпусу під час руху. Його мала вага, невелика осадка та два водомети дозволяють йому розвивати швидкість до 40 вузлів (74 км/год) на мілководних прибережних водах. Його також можна використовувати для розвідки, мінування акваторій, спостереження та збору розвідданих. Для останнього на борту встановлена локаційна РЛС.
Катер вміщує 21 повністю екіпірованого бійця та до 4,5 тонн вантажу. Захищена від уламків рульова рубка має місця для двох операторів та додаткове відкидне поворотне сидіння між ними. Безпосередньо під кабіною розміщується перебірка, в якій виконано прохід на посадкову носову рампу. Рампа забезпечує оперативну висадку десанту та швидку евакуацію постраждалих з берега.

## Конструкція

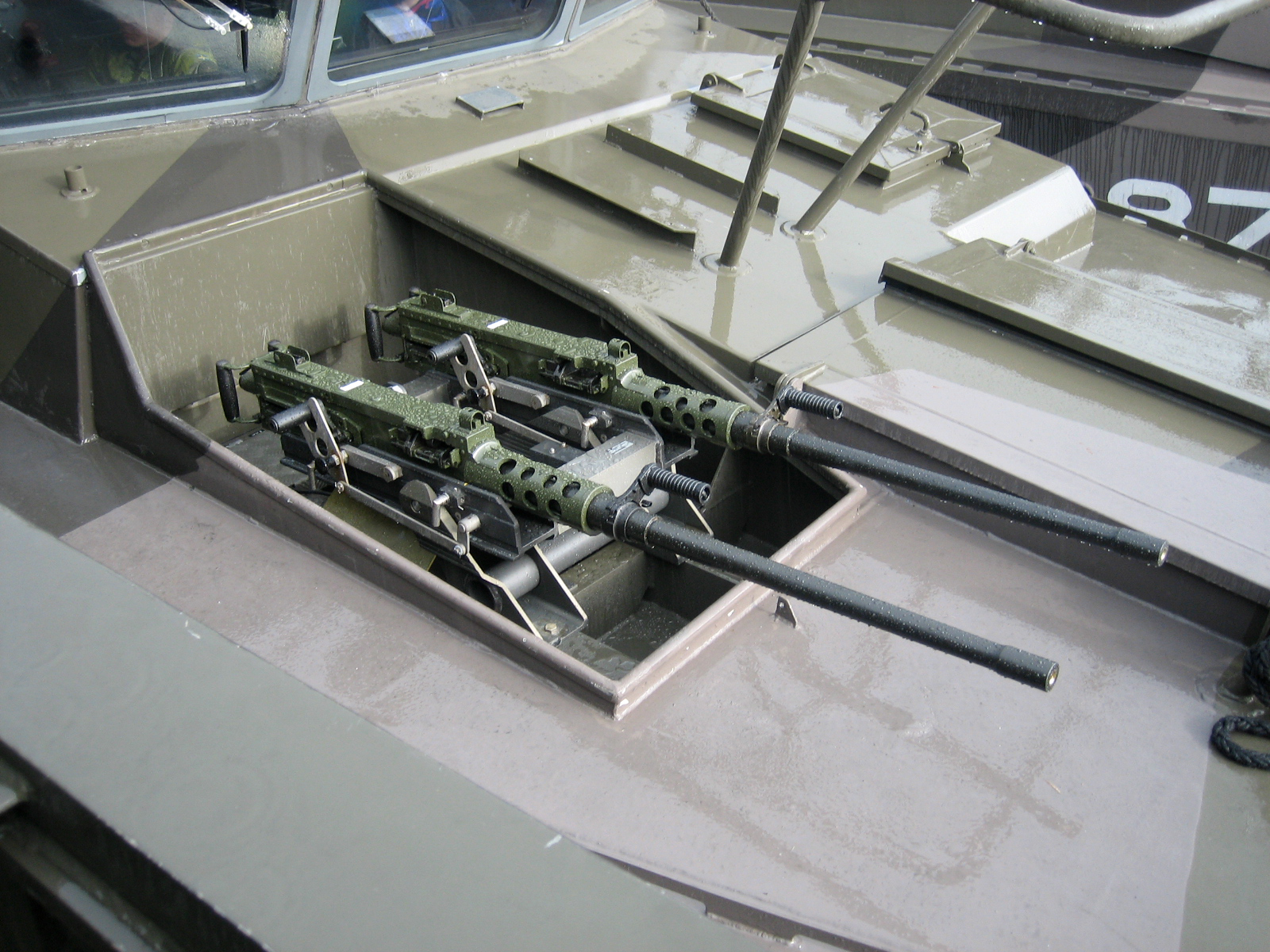
Два важкі кулемета .50 калібру, які видно перед позицією кермового

Конструкція катера Combat Boat 90 забезпечує відмінну мореплавність, високу швидкість, ефективність та безпеку у різних умовах експлуатації. Корпус виготовлений з алюмінію, довжина становить 14,9 метра, водотоннажність 18—23 тонни, максимальна ширина 3,85 метра.
Десантний відсік розташований у середній частині катера. Чверть кормової частини корпусу є відкритою палубою і може служити командним постом, що плаває, з додатковим обладнанням зв’язку або як артилерійський катер з можливим розташуванням озброєння.

### Силова установка
Бойовий катер оснащений двома дизельними двигунами потужністю 600 кВт та двома водометними рушіями, котрі дозволяють виконувати різкі маневри та розвивати швидкість до 45 км в мілководних прибережних водах.

### Озброєння
CB90 озброєний трьома турелями, що розміщені позаду рубки та по одній на кожному борту. В них може бути встановлений великокалібрений 12,7-мм кулемет Browning M2HB або ж 40-мм автоматичний гранатомет.
Крім того, для проведення ударних або диверсійних місій катер може бути озброєний легкими протикорабельними ракетами RBS 17 SSM (Hellfire), а також перевозити чотири морські міни вагою 2,8 т або шість глибинних бомб.

## Версії

### Шведська версія
Кілька катерів Strb 90 H були переобладнані Військово-морськими силами Швеції для виконання різних завдань:
- Strb 90 L оснащений для командування і управління на рівні батальйону, з комп'ютерним та комунікаційним обладнанням і допоміжним генератором для забезпечення електропостачання, коли двигуни не працюють. L означає «ledning» (командування або керівництво).
- Strb 90 KompL — це звичайний Strb 90 H, у якому встановлено переносне комп'ютерне та комунікаційне обладнання, що дозволяє тимчасово забезпечувати командування і управління на рівні роти. Електроживлення забезпечується доволі гучним портативним генератором, встановленим на палубі.
- Strb 90 HS призначений для миротворчих і рятувальних операцій за кордоном. Він модифікований для комфортних умов екіпажу у Середземномор'ї, з кондиціонером, допоміжним генератором, туалетом та більш зручними робочими місцями для екіпажу. Він більш броньований, а його двигуни модернізовані для компенсації додаткової ваги.
- Шведська поліція експлуатує один неозброєний Strb 90 H, обладнаний койками, буфетом та зоною відпочинку для екіпажу.
- Шведське товариство морського порятунку експлуатує два неозброєні Strb 90 H, переобладнані для пошуково-рятувальних операцій.

### Норвезька версія

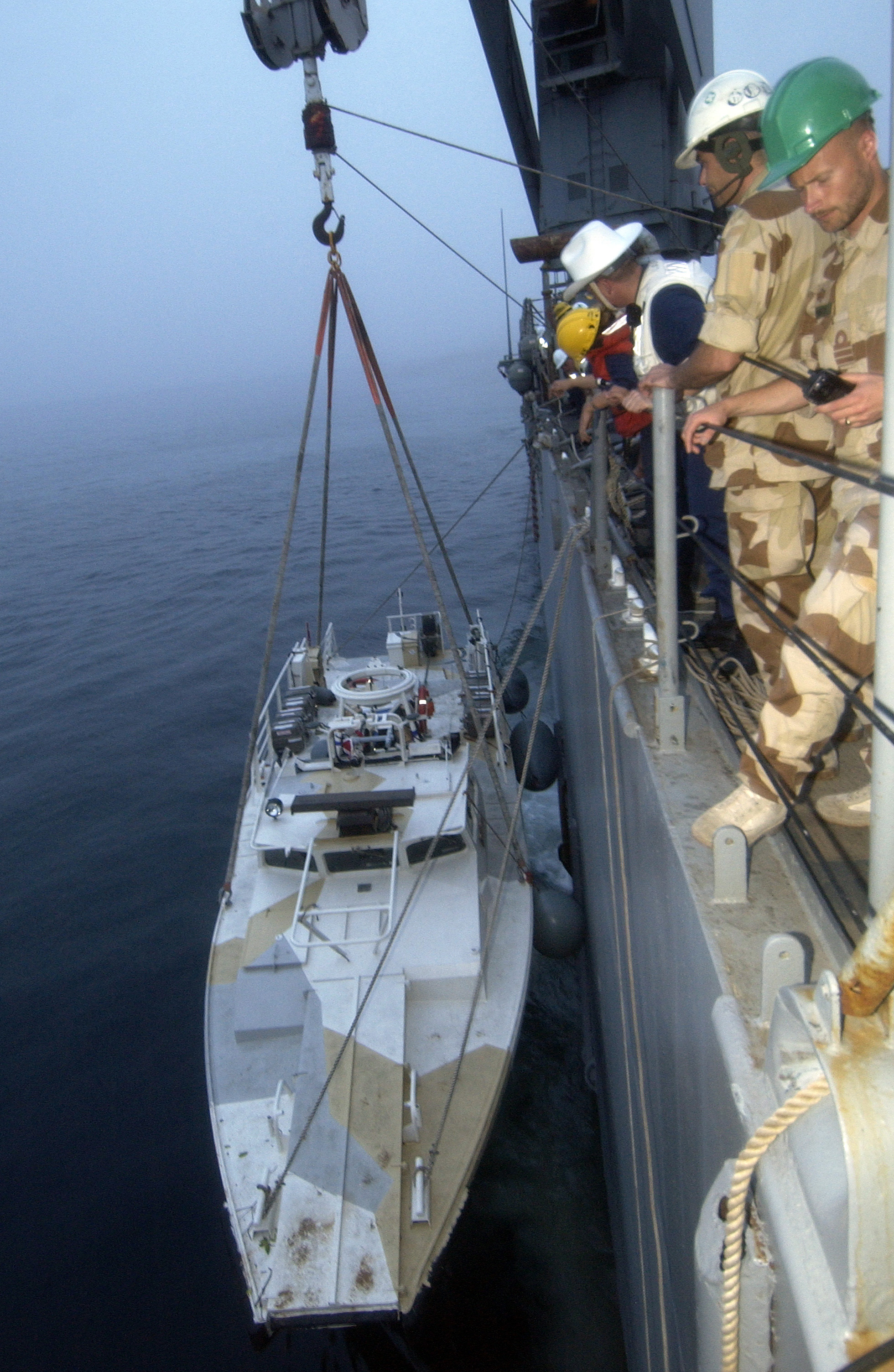
SB90N Королівського флоту Норвегії

Королівський флот Норвегії експлуатує 20 CB90 під позначенням SB90N; N означає «Norsk utgave» (норвезька версія). SB90N відрізняється від Strb 90 H у кількох аспектах:
- Озброєний двома важкими кулеметами M2 Browning (по лівому і правому борту) і дистанційно керованою системою озброєння Protector.
- Якірна лебідка є моторизованою, а якір розміщений на кормі, що дозволяє застряглому S90N витягувати себе на воду, знижуючи ризик пошкодження імпеллерів.
- Оснащений допоміжним генератором, який забезпечує електроживлення навігаційної та комунікаційної систем навіть при вимкнених двигунах.
- Відсік для десанту має більшу висоту палуби, що дозволяє більшості людей стояти не нахиляючись.
- У носовій частині є два водонепроникні відсіки, які мають додаткове приміщення для туалету та складів.
- Норвезька версія оснащена більш складним навігаційним обладнанням на основі GPS-технології, розробленої компанією Kongsberg Seatex AS[9].
- Щонайменше один S90N був переобладнаний у плавучий медичний катер[10].

У 2004 році Королівський флот Норвегії провів випробування (включно з бойовими стрільбами) для оцінки ефективності SB90N як платформи для наведення і запуску ракети Hellfire. Один SB90N був оснащений стабілізованою пусковою установкою Hellfire на основі системи Protector, а його кулемет замінили на сенсорний модуль на карданному підвісі, що включав камери видимого та інфрачервоного спектрів і лазерний далекомір. Незважаючи на успішні випробування, наразі немає жодних ознак того, що Королівський флот Норвегії буде розгортати SB90N, оснащені ракетами Hellfire, на регулярній службі. Ракети Hellfire все ще можуть транспортуватися на катерах без пускових установок і запускатися з берега за допомогою портативної наземної системи запуску.
CB90 використовуються Командуванням берегових рейнджерів.

### Грецька версія
Берегова охорона Греції з 1998 року також експлуатує три катери CB90 під позначенням CB90HCG, які є трохи іншою версією норвезького варіанту.

## Бойове застосування
12 січня 2016 року два річкових командних катери ВМС США були «затримані» Військово-морськими силами Революційної гвардії Ірану поблизу острова Фарсі в Перській затоці. Іранське державне інформаційне агентство повідомило, що 10 американських моряків були «арештовані», хоча іранські та американські офіційні особи заявили, що жоден із моряків не постраждав і що їх буде швидко звільнено. Офіційні особи заявили, що один із катерів зламався дуже близько до іранських територіальних вод, і після короткого дрейфу обидва були перехоплені іранськими силами. За повідомленням газети Stars and Stripes, екіпажі були звільнені незабаром після цього.

## Оператори

### Поточні
- Греція
  - Берегова охорона Греції — 3 одиниці[13].
- Малайзія
  - Військово-морські сили Малайзії — 5 одиниць CB90, 12 одиниць CB90HEX
- Мексика
  - Військово-морські сили Мексики — 48 одиниць[14].
- Норвегія
  - Військово-морські сили Норвегії — 20 одиниць[14].
- США
  - Військово-морські сили США — 2 одиниці[15][16].
- Україна
  - Військово-морські сили України — 10 одиниць від Швеції, ще три передадуть Нідерланди[17].
- Швеція
  - Військово-морські сили Швеції — 165 одиниць. Додатково замовлено 10 одиниць CB90 HSM[1][18].

### Колишні
- Велика Британія
  - Військово-морські сили Великої Британії — 4 CB90 були взяті в оренду у Королівського флоту Швеції в 2011 році, щоб оцінити можливість потенційного придбання. Пізніше човни були повернуті ВМС Швеції[19].

### Потенційні
- Німеччина
  - Військово-морський флот Німеччини — з 2023 року розглядає можливість закупівлі катерів CB90. Планується придбати до 15 одиниць, які використовуватимуться для захисту портів та патрулювання. Можливим конкурентом є Watercat M 18 AMC від фінського виробника Marine Alutech[20][21].

### Перу
SIMA Peru побудує, від імені Військово-морських сил Перу, за угодою з заводом N.Sundin Dockstavarvet, дочірньою компанією шведської групи SAAB, перші 2 надшвидкі бойові катери з загальної кількості 24, які будуть використовуватися для робіт з морського перехоплення на узбережжі Перу.

### Україна
20 лютого 2024 року уряд Швеції оголосив, що передасть десяток шведських бойових катерів.
12 листопада 2024 року пресслужба українського військового флоту опубулікувала фотографії отриманих від Швеції штурмових катерів CB-90.

## Галерея

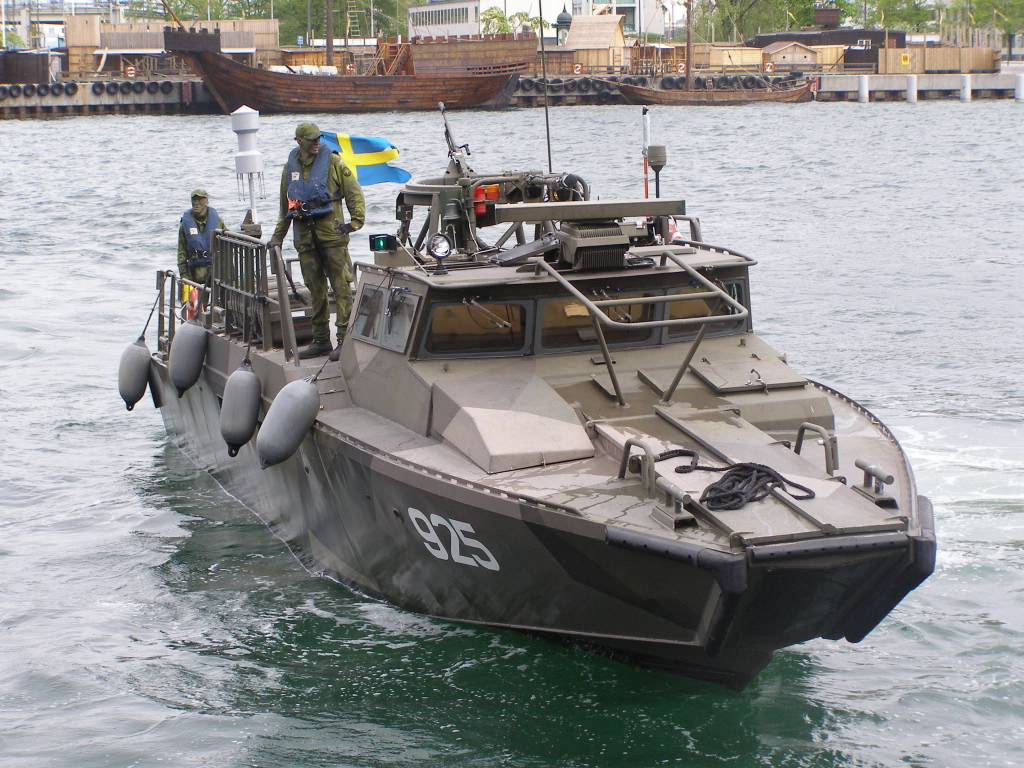
Stridsbåt 90H, Malmö Harbour
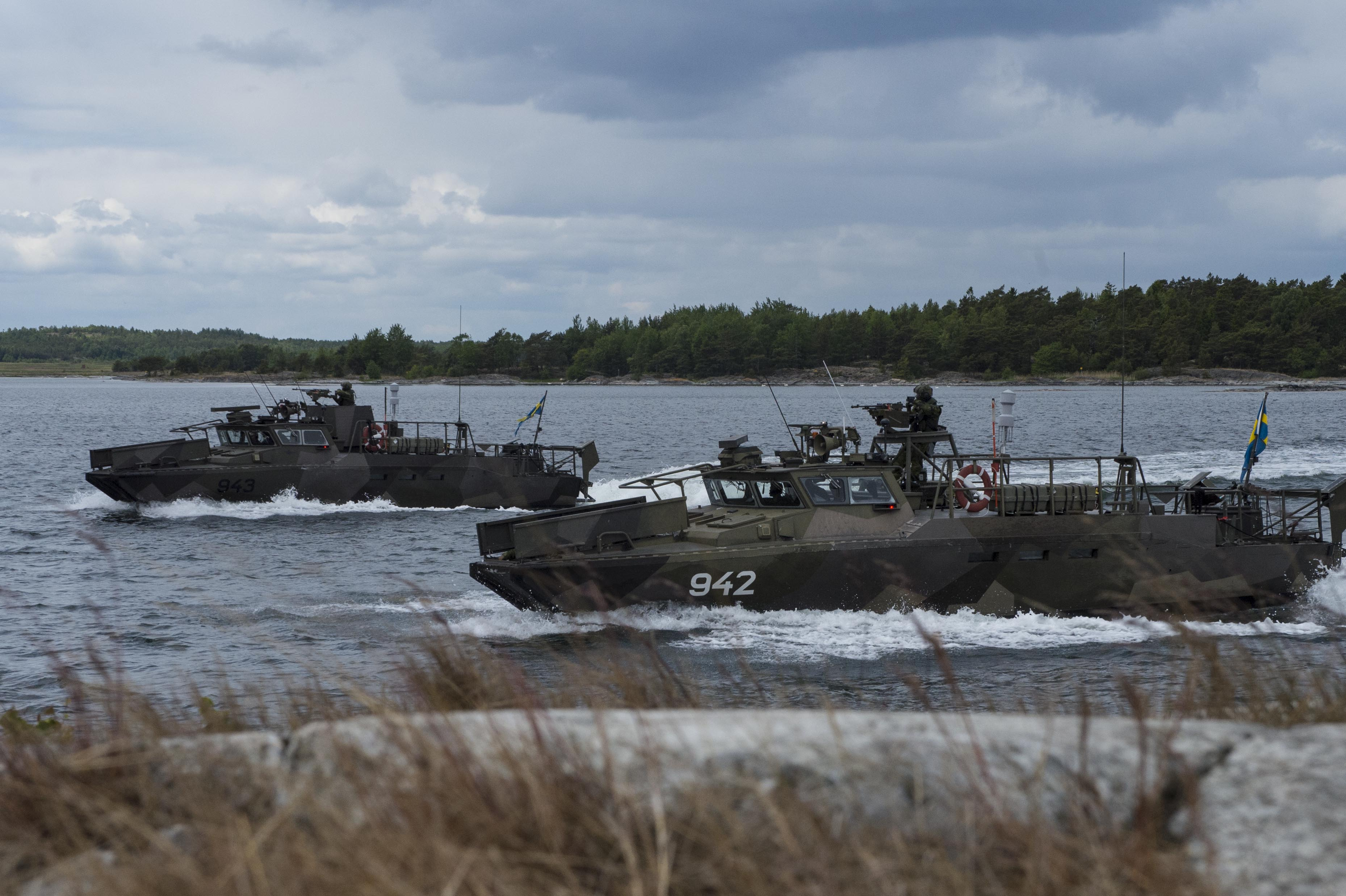
Шведські Stridsbåt 90. Добре видно відкриті носові люки у десантному відсіку.
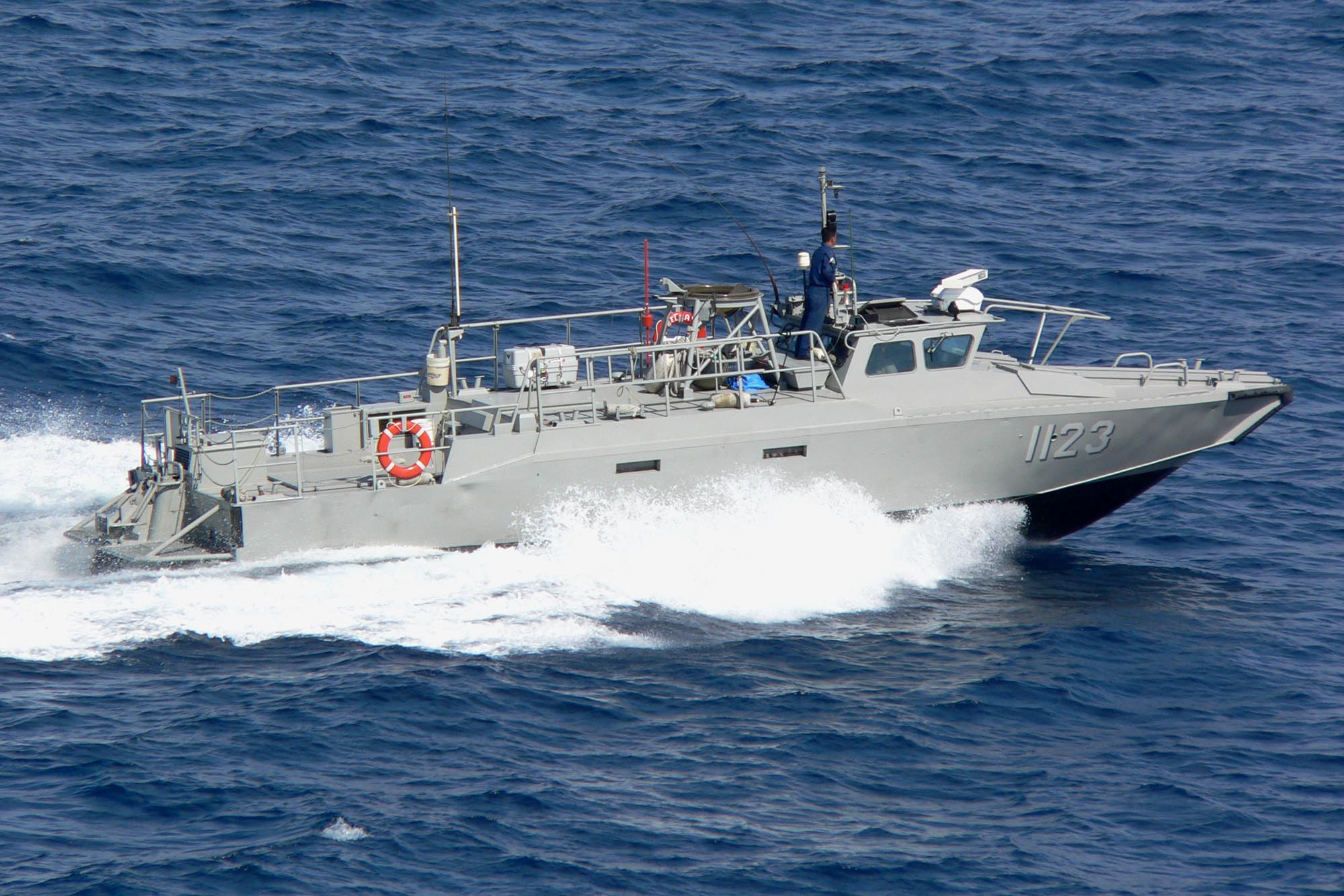
CB 90 Мексиканських ВМС
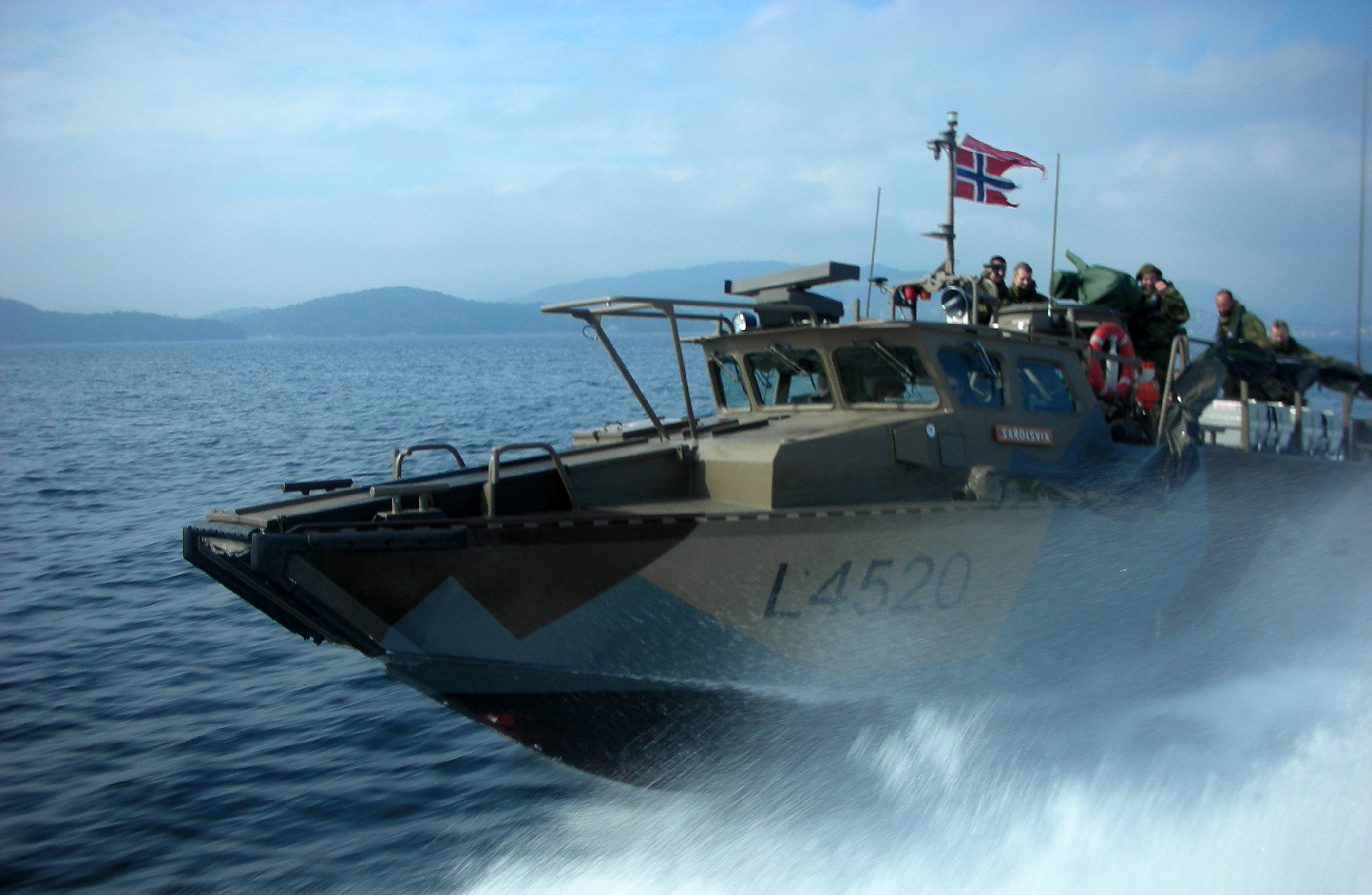
SB90N Королівського флоту Норвегії
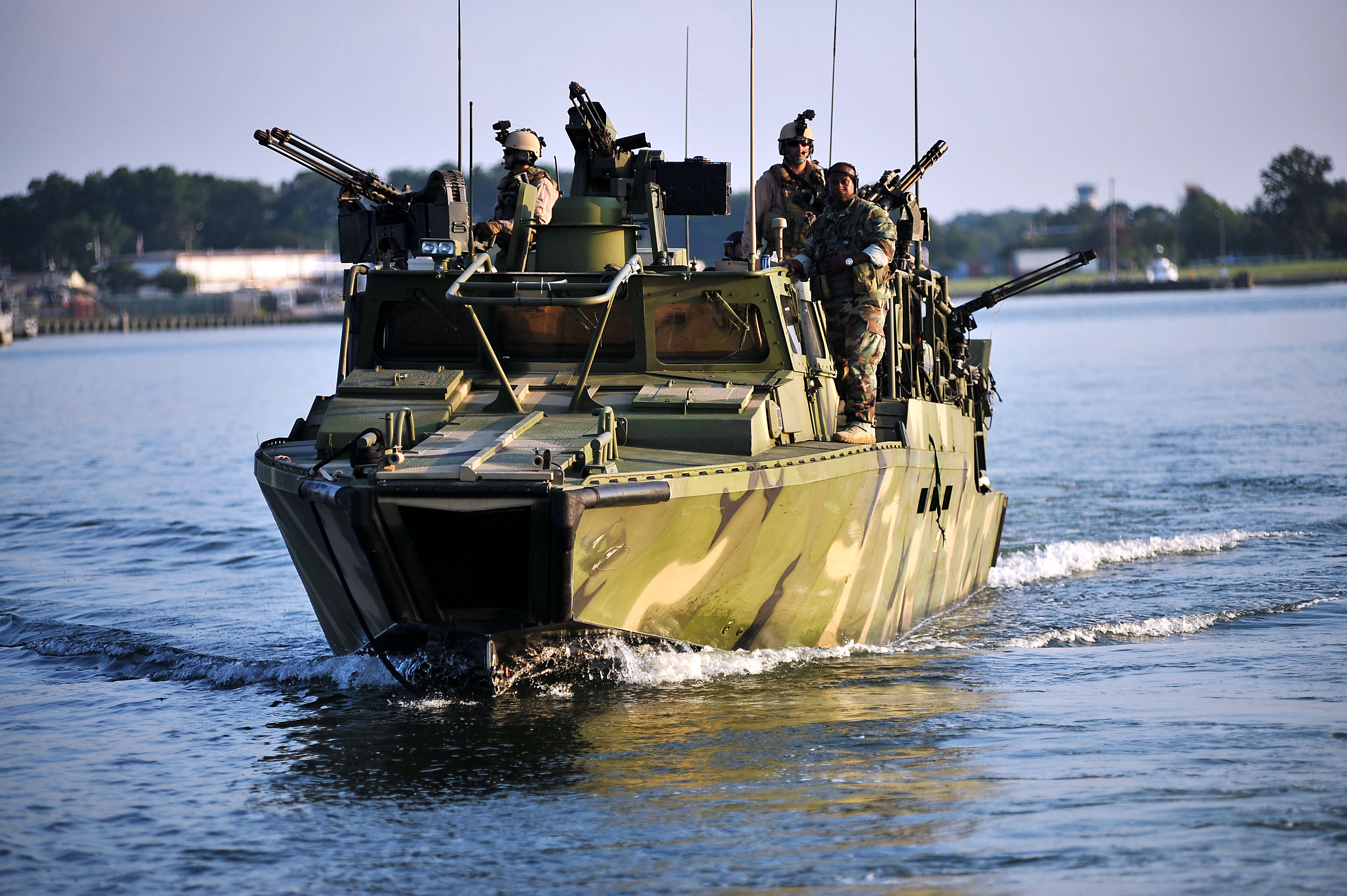
Річковий командний катер ВМС США

## У культурі
- В шутері від першої особи Battlefield 4 представлений Combat Boat 90 (RCB-90) як легкий штурмовий катер армії США.